# Баррикада

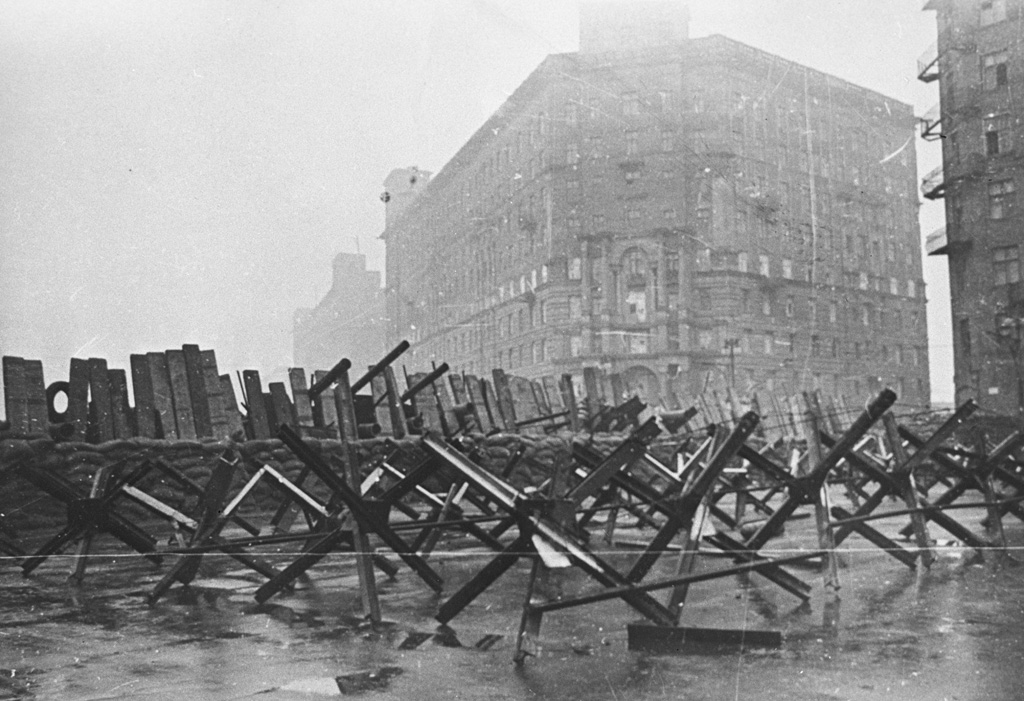
Баррикада с ежами, на московской улице, октябрь 1941 года.

Баррика́да (фр. Barricade — «барьер, препятствие» от фр. Barriques — «бочки») — искусственное фортификационное заграждение, выполненное из подручных материалов и расположенное поперёк дороги, улицы или горного ущелья.
Подручными материалами могут быть строительный мусор, деревья, мебель, бочки, ящики, бетонные блоки, части транспортных средств и бронетехники и так далее. Баррикады применяются во время крупных вооружённых конфликтов или восстаний для целей уличного боя, а также для задержки продвижения моторизированного противника. Таким образом, баррикада в боевых условиях создаёт препятствие для наступающего противника, образует прикрытие и огневые точки для обороняющихся. Баррикады разрушают преимущественно штурмовой артиллерией или танками, потому что лобовая атака стрелковыми войсками (пехотой) при упорной обороне защитников влечёт за собой большие жертвы. Если артиллерии под рукой нет, то стрелковые войска (пехота) стараются проникнуть в лежащие по сторонам баррикады дома, чтобы, продвигаясь вперёд по их внутренности, зайти защитникам в тыл.
В русском военном деле называется завалом.

## Происхождение названия
Первоначально баррикады строились из пустых винных бочек (бордоская винная бочка называется «баррик»), наполненных землёй. Наибольшее распространение подобный вид заграждения получил во время революции во Франции в 1830 году.

## История

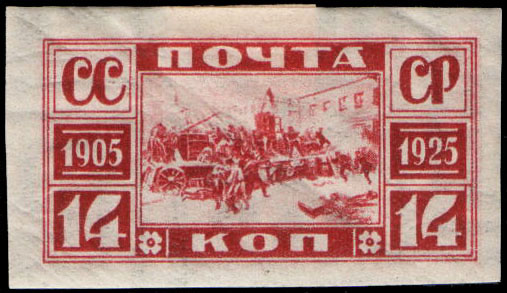
Почтовая марка СССР 1925 года. К 20-ти летию первой русской революции. Баррикада.

Впервые баррикады появились в Париже, где их стали применять ещё в Средние века и где с тех пор при каждой революции они играли выдающуюся роль. Например, в 1358 году, когда дурное поведение фаворитов дофина (впоследствии короля Карла V) побудило парижан к восстанию, Этьен Марсель преградил улицы цепями, которые придавали ещё более силы воздвигнутым им баррикадам; они существовали до 1383 года.
Когда в мае 1588 года Генрих III хотел ввести в Париж 4 тыс. швейцарских солдат, то граждане воздвигли баррикады и обороняли их так упорно, что швейцарцам пришлось удалиться. В августе 1648 года по случаю ареста Брусселя (предводителя Фронды) возмутившиеся парижане воздвигли на улицах города до двух тысяч баррикад.
В первую французскую революцию баррикады появлялись редко, поскольку в это время народ действовал скорее наступательно, чем оборонительно; зато в революцию 1830 года они играли большую роль. В ночь с 27 на 28 июля их было построено более четырёх тысяч, так что потом восстановление разрушенных мостовых стоило около 250 тысяч франков. В ходе революций 1848 года все главные города Европы познакомились с баррикадами. В феврале они появились в Париже (более 1,5 тыс.), в марте — в Вене и Берлине, в июне — в Париже; в сентябре — во Франкфурте-на-Майне; в мае 1849 года — в Дрездене. Они служили главными пунктами уличной борьбы, и взятие их нередко сопровождалось большими потерями. Во время обороны Парижа в 1870—1871 годах там была образована особая баррикадная комиссия под председательством Рошфора. Уже в октябре 1870 года в Париже начали строить баррикады, но на практике они были применены лишь во время правления Коммуны. Осаждавшие Париж германские войска тоже устраивали баррикады на путях, ведущих в столицу.
В дни Революции 1905 г. в России баррикады возводились восставшими, особенно во время декабрьского восстания в Москве. В Великой Отечественной войне 1941—1945 гг. строились при подготовке к обороне в некоторых городах (Москва, Ленинград, Тула), применялись и немцами против советских войск во время боев (Кёнигсберг, Берлин), активно применялись поляками во время Варшавского восстания 1944 г. Массово строились баррикады во время августовских событий 1991 г. и событий сентября — октября 1993 г. в Москве.

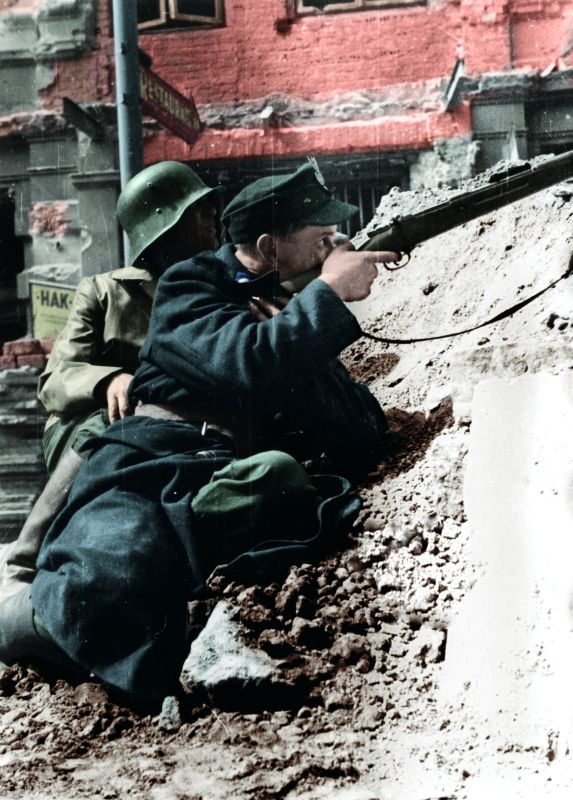
Земляная баррикада во время Варшавского восстания.
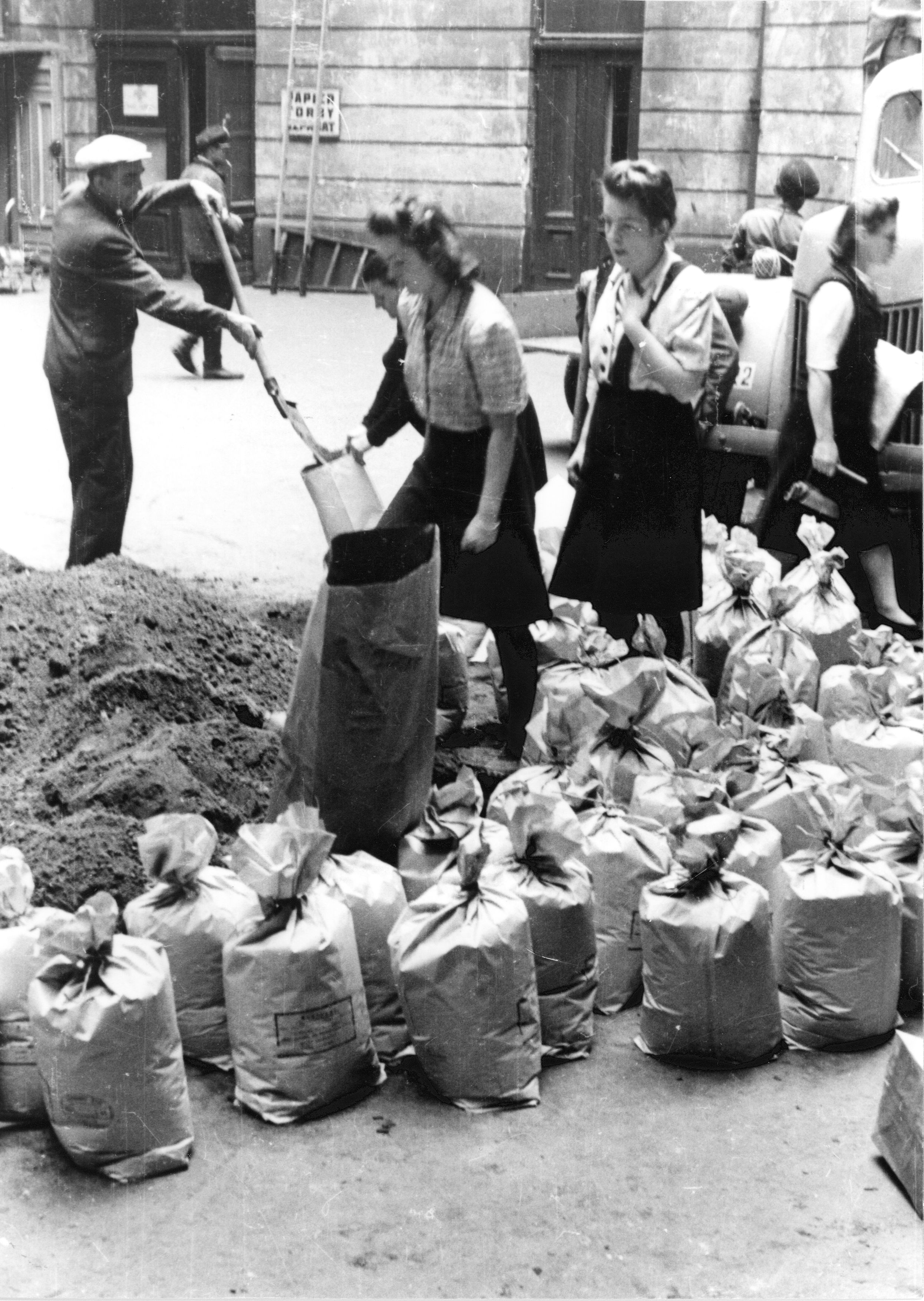
Подручными материалами могут быть мешки с песком, строительный мусор, бочки, ящики, бетонные блоки.
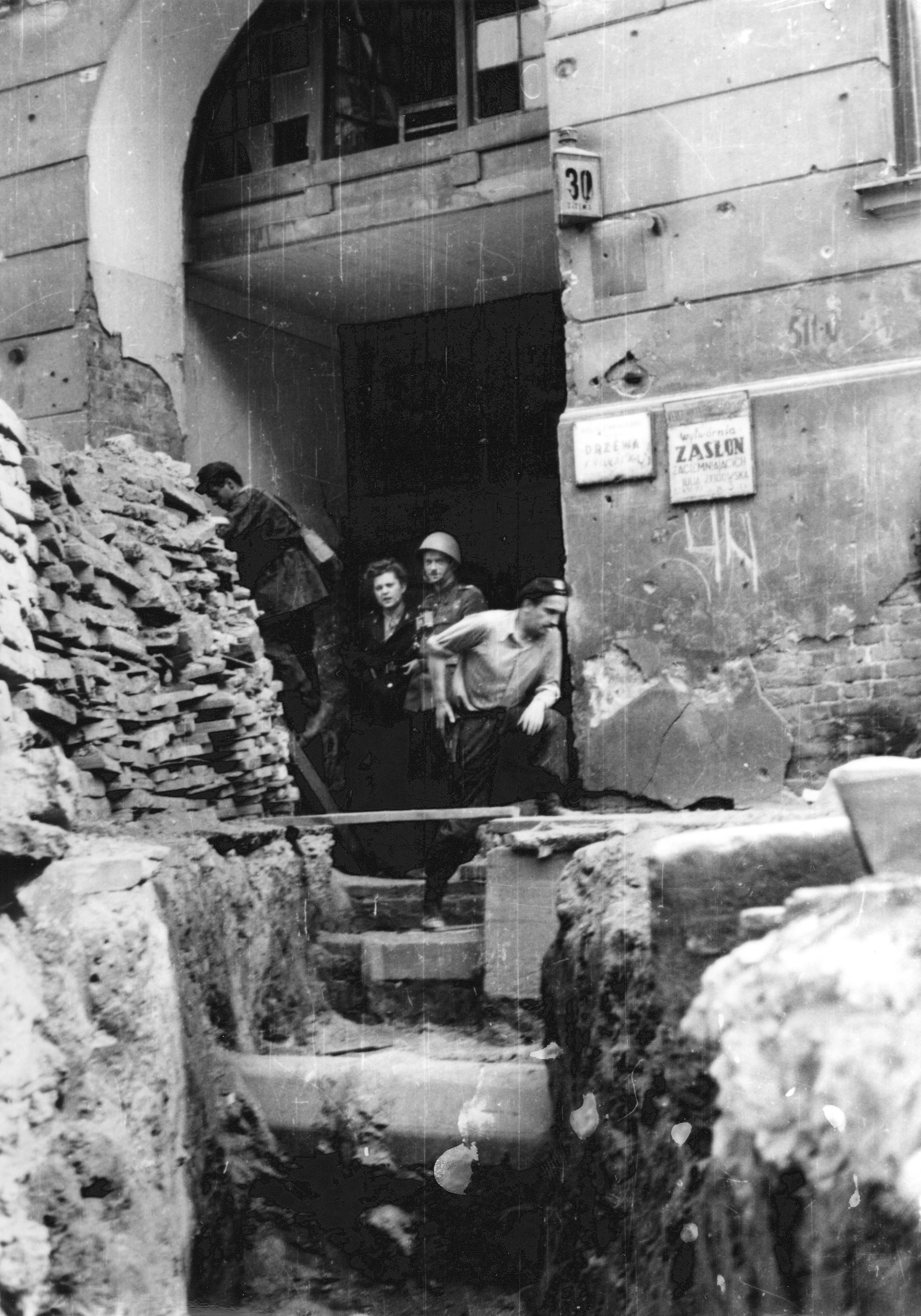
Баррикада и траншеи за ней во время Варшавского восстания.
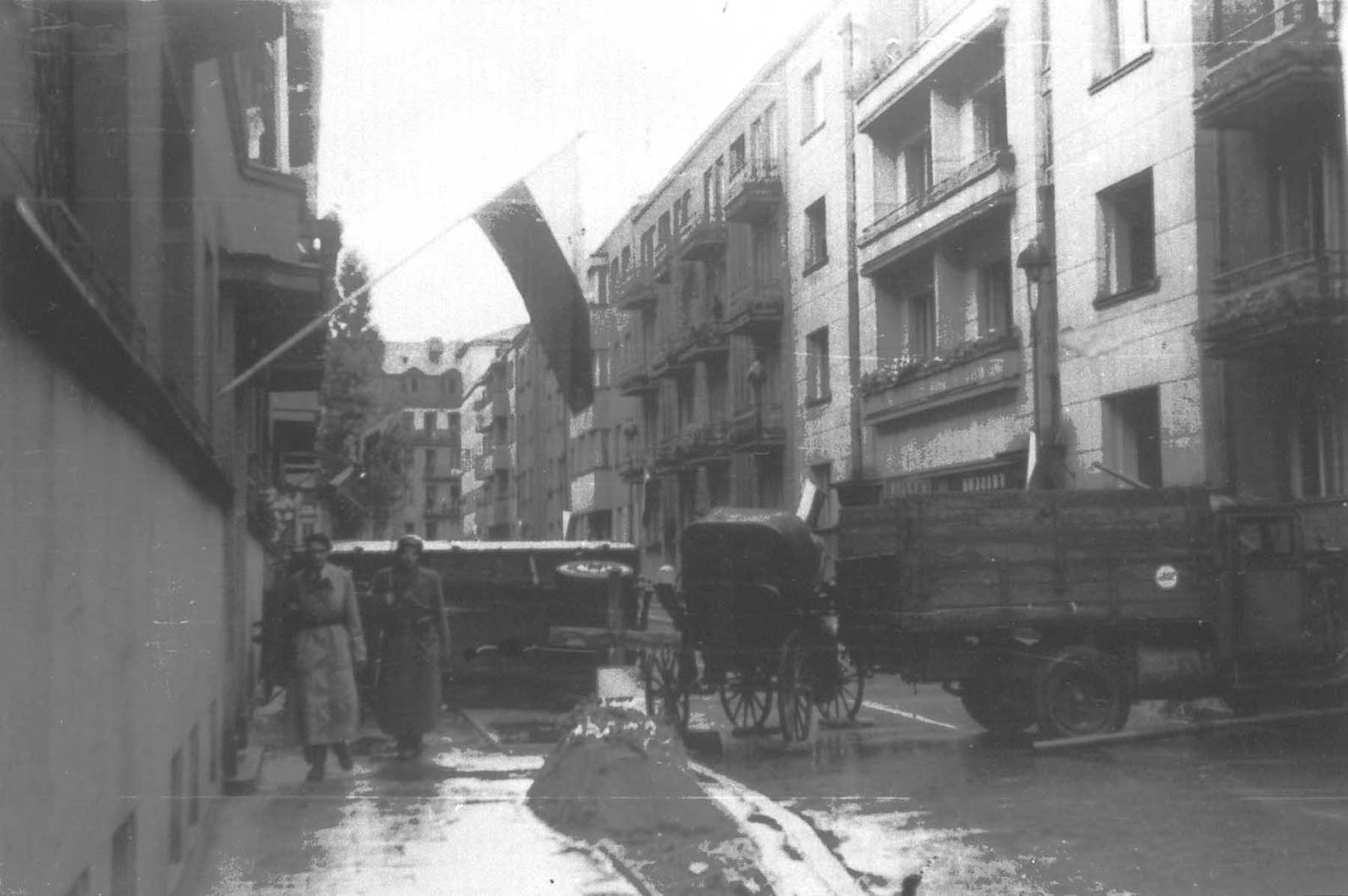
Баррикада из автомобилей, Варшава, 1944 год.
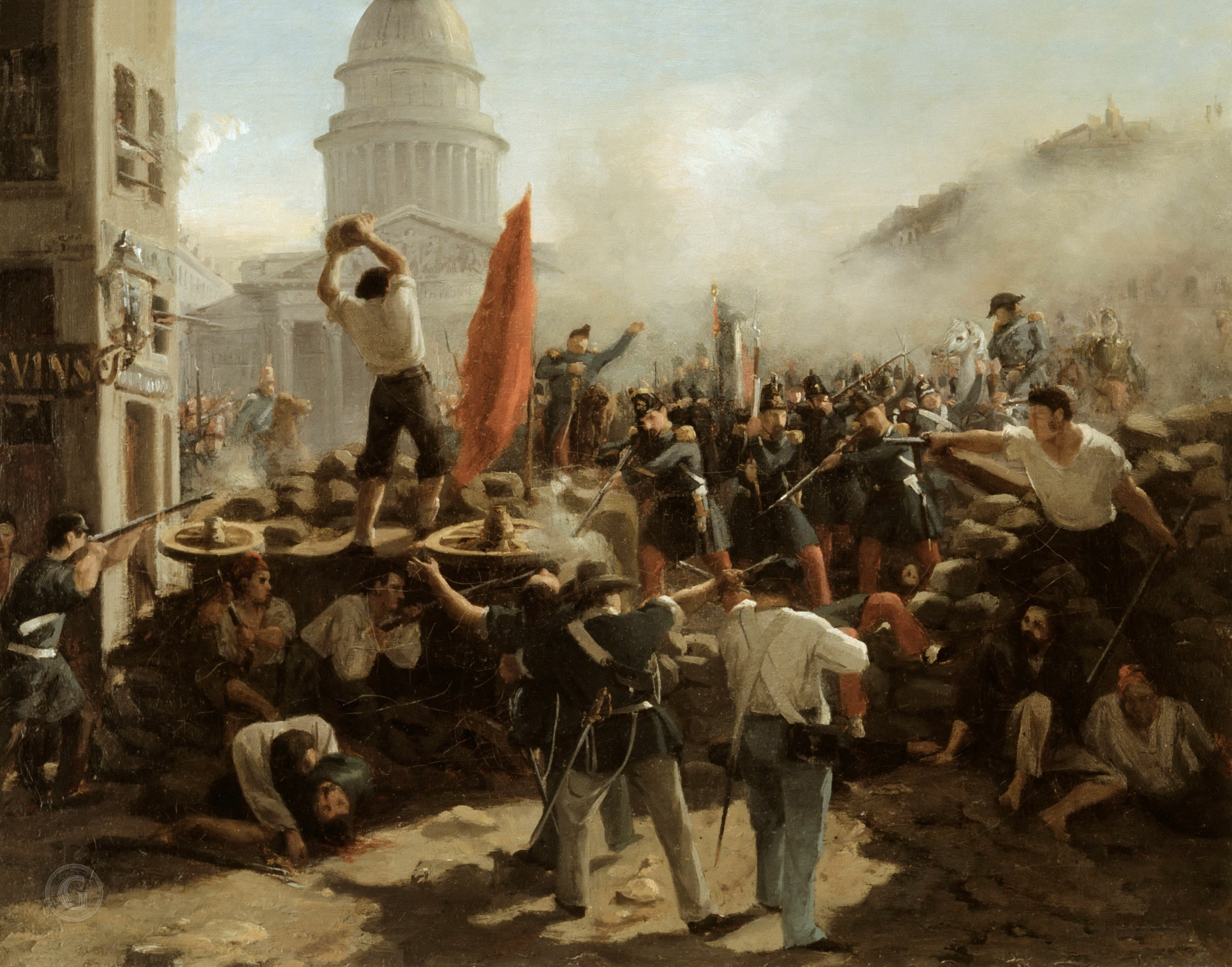
Баррикады на улице Soufflot в июне 1848 года, Орас Верне
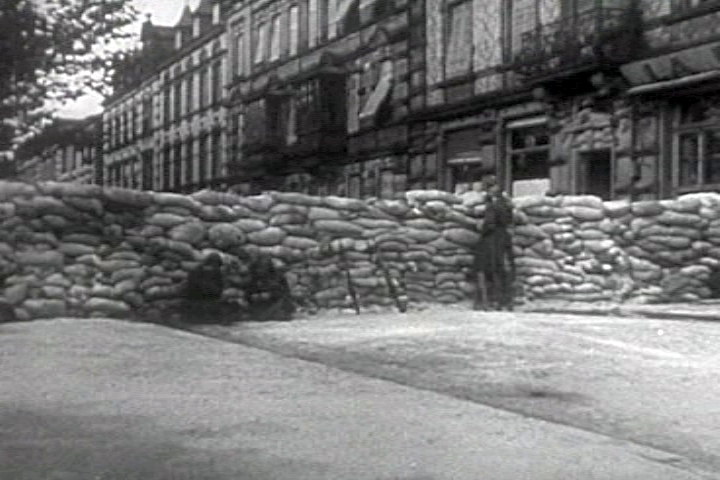
Оборона Парижа, 1940 год
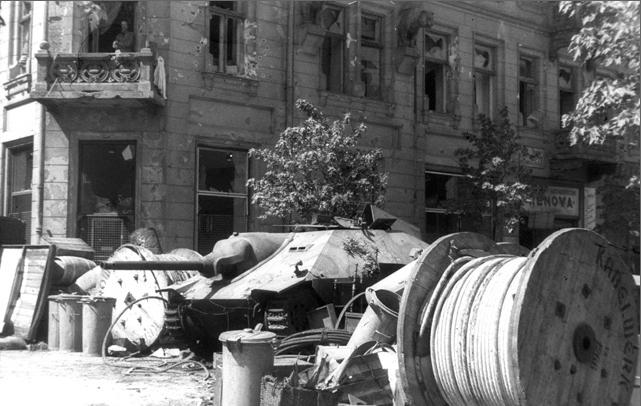
Баррикада на одной из варшавских улиц во время Варшавского восстания 1944 года
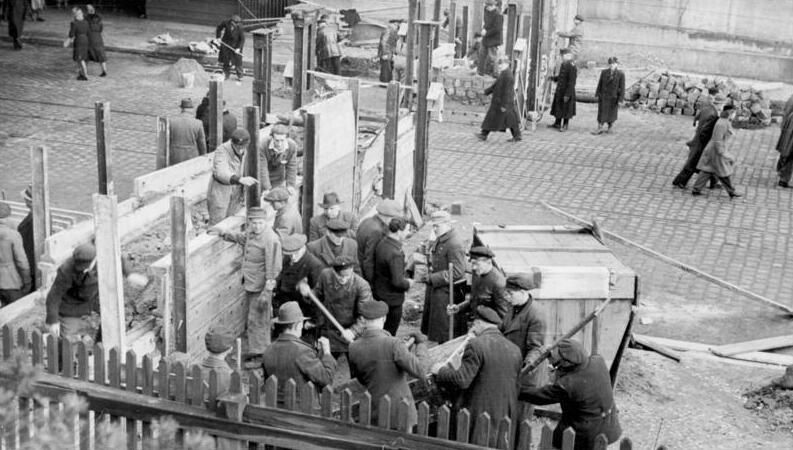
Строительство баррикады, Битва за Берлин, 1945 год.
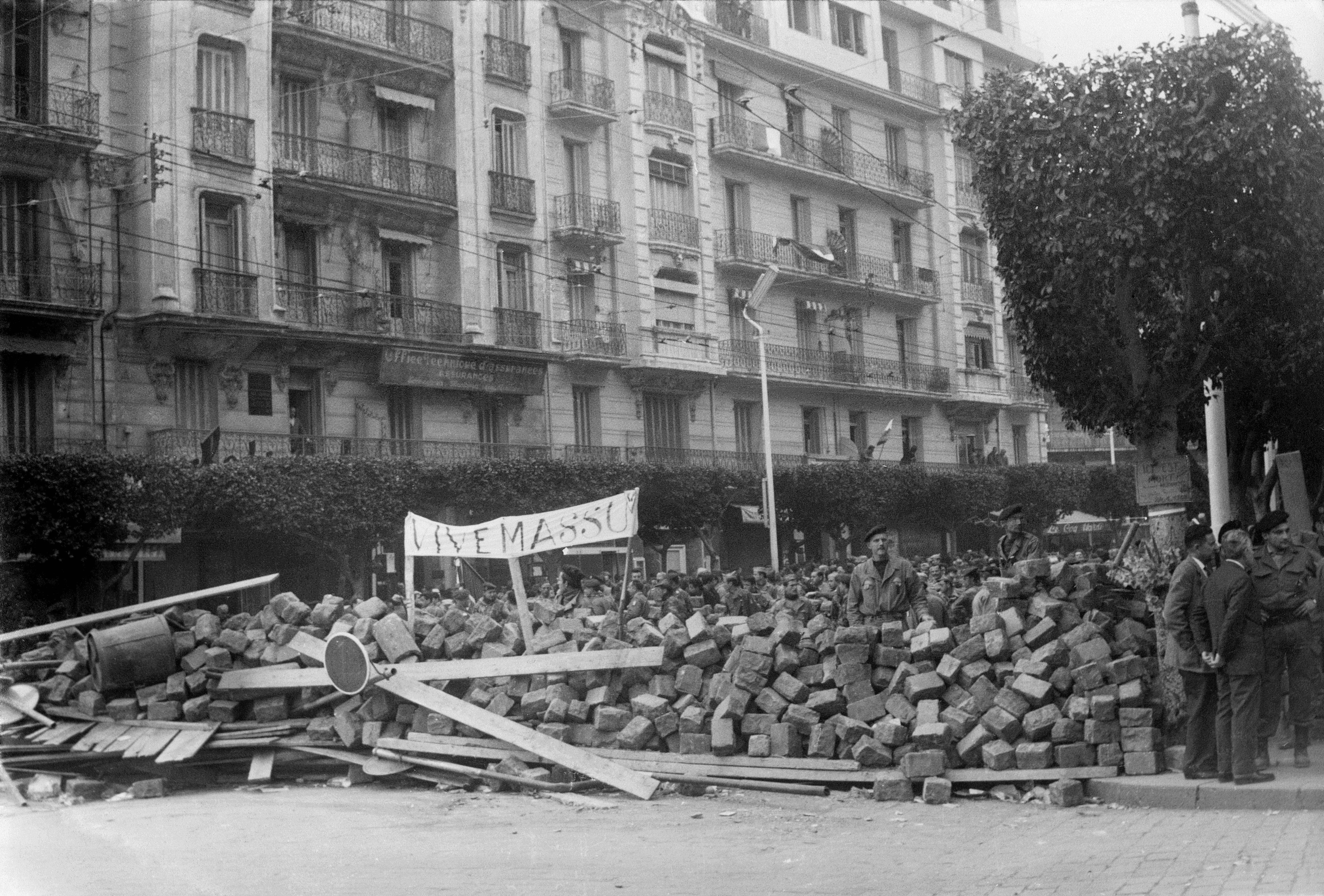
Баррикада на улице Алжира (1960 год)

## Баррикада в искусстве

### «Баррикада на Большой Никитской»
23 мая 1998 года в центре Москвы большая группа художников перекрыла баррикадой Большую Никитскую улицу. Акция «Баррикада» была приурочена к 30-летию французской студенческой революции 1968 года и декларировала созвучные ей лозунги вплоть до цитирования.